# George Thomas Napier
George Thomas Napier (30. juni 1784 – 16. september 1855 i Genève i Schweiz) var en britisk general og guvernør i Kapkolonien, søn af George Napier, bror til Charles James, William Francis Patrick og Henry Edward Napier.
Napier sluttede sig til British Army i 1800 og udmærkede sig under John Moore og Arthur Wellesley, hertugen af Wellington i halvøskrigen. Han mistede sin højre arm under stormen på Badajoz. 
Napier blev generalmajor i 1837 og generalløjtnant i 1846. Han var guvernør og øverstkommanderende for hæren i Kapkolonien fra 1839 til 1843. Det var under ham, at slaveriet blev afskaffet, og boerne trak sig ud af Natal. 
Han blev tilbudt, men takkede nej til stillingen som øverstkommanderende i Indien efter slaget ved Chillianwalla og også stillingen over den sardinske hær i 1849.
Napier blev general i 1854. Hans selvbiografi, Passages in the Early Military Life of General Sir George Thomas  Napier, blev offentliggjort af hans søn, general W.C.E Napier, i 1885.